# Puente de Briñas
El puente de Briñas es un puente del municipio de Haro, La Rioja (España) que cruza el río Ebro sobre un meandro en forma de herradura. De estilo gótico. Realizado en piedra de sillería, los restos más antiguos parecen ser de finales del siglo XIII, siendo reparado en el siglo XV y en muchas otras ocasiones posteriormente.
Tiene una longitud de 150 metros y una anchura de 4,6 metros. Cuenta con siete ojos, aunque parece que inicialmente tenía solo seis. Los más antiguos serían el quinto y el sexto.
En 2015, en la aprobación por la Unesco de la ampliación del Camino de Santiago en España a «Caminos de Santiago de Compostela: Camino francés y Caminos del Norte de España», fue incluido como uno de los bienes individuales (n.º ref. 669bis-019) del camino del interior.

## Situación
Se encuentra a 1,2 km de la localidad de Haro y a 1,8 km de Briñas. Junto a él se encuentre un puente mucho más nuevo de hierro, sobre el que discurre la carretera N-124.

## Importancia
Durante siglos fue muy importante, ya que era uno de los pocos puentes sobre el Ebro y formaba parte del Camino de Santiago Vasco del Interior. 
Era un paso muy utilizado para el comercio con Álava y Navarra, siendo importante el tránsito de mercancías por las que se sabe que en el siglo XV durante la época de los Reyes Católicos se cobraban peajes para poder pasarlas sobre él.

## Construcción
Su construcción se enmarca dentro de las políticas de repoblación tras la reconquista desde finales del siglo XI, tanto para fijar la población, como para atraer a nuevos pobladores mediante la concesión de fueros y cartas pueblas, y para este objetivo la mejora de las redes viales era esencial. 
En el Ebro, habiendo quedado inservibles los puentes romanos de Mantible, Varea y Mendavia, se construyeron en esta época los puentes de Miranda de Ebro (donde hoy se encuentra el puente de Carlos III), San Vicente de la Sonsierra, Logroño (donde hoy se encuentra el puente de piedra) y el de Briñas.
La fecha de construcción sería anterior a 1288, ya que existe una escribanía en la que se habla de la renta fijada por Sancho IV de León y Castilla a los productos que pasasen por este puente.
En su construcción según Govantes, pudieron reutilizarse los restos de un puente anterior que unía la aldea desaparecida de Dondón con Briñas, aunque según Domingo Hergueta lo más probable es que los materiales se trajesen de una cantera a la que se hace referencia en un documento de 1320 y que se situaba a 1,5 km del puente. Además indica que habría sido el concejo de Haro quien decidiese levantar este puente, debido a las tierras que poseía la villa en la otra orilla, además de por el interés que tenía en la compra de la aldea de Briñas y los beneficios para el mercadeo con Álava y Navarra.

## Reparaciones y reconstrucciones

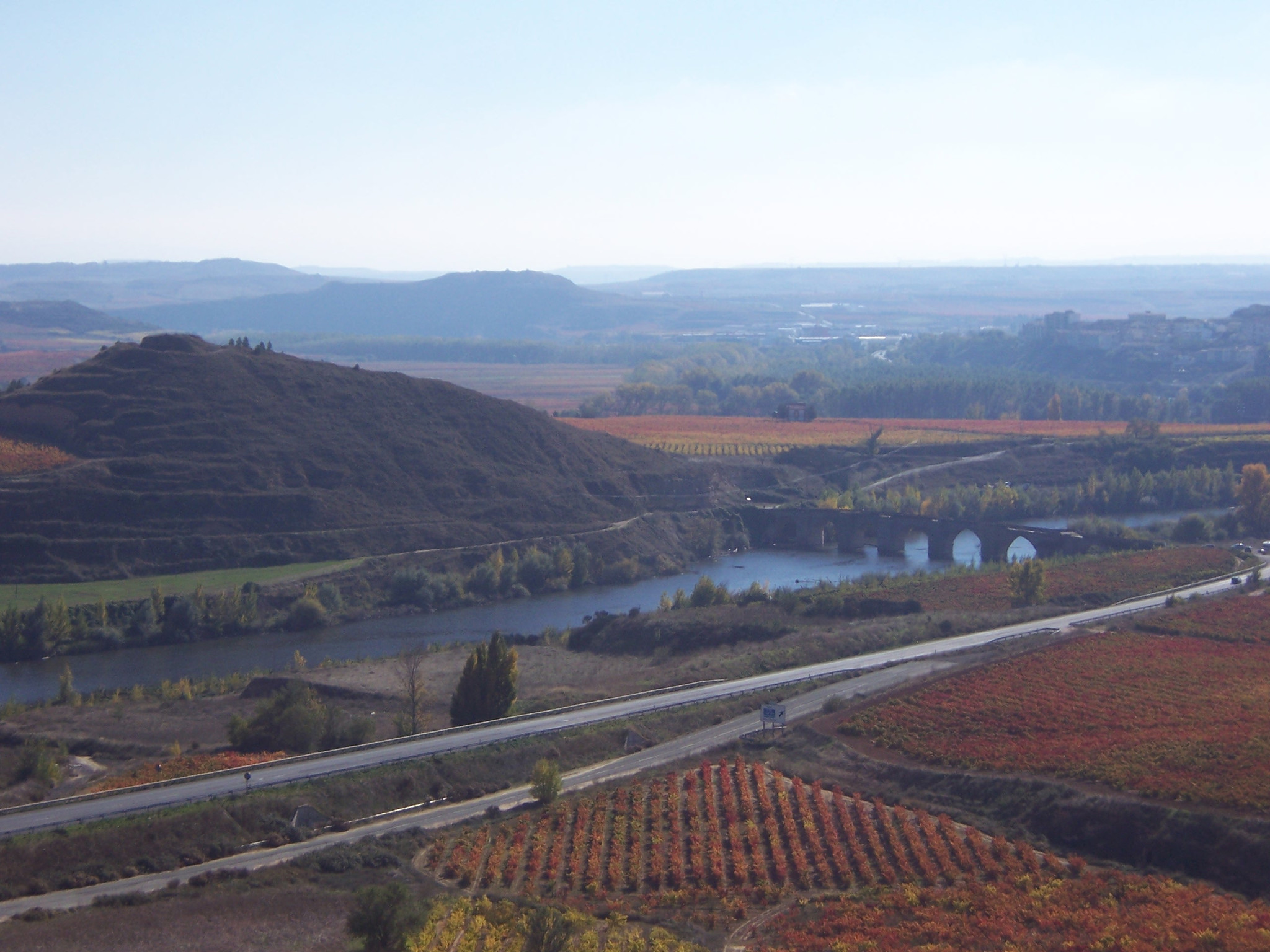
Entorno del puente de Briñas.

A principios de 1484 en las Cortes Generales de la Corona de Aragón, convocadas por los Reyes Católicos en Tarazona, se mostraron quejas por los portazgos que se cobraban en los puentes sobre los ríos Tirón y Ebro en Haro, cuyos beneficios se destinaban para la propia reparación de estos. Francisco Trigueros, alcalde y ejecutor de la Hermandad de los Reinos de la Corona de Aragón fue enviado a Haro a recoger informes sobre dichos impuestos y basándose en estos se suprimió el del Tirón y se modificó el del Ebro para que solo se cobrase un maravedí a las caballerías que pasasen cargadas y al resto nada, debiendo dedicar la villa lo recaudado al mantenimiento del puente en buen estado.
En 1643 Pedro de Urquiola terminaba obras en él, teniendo por entonces seis arcos, de los cuales por cinco pasaba agua.
Una piedra del extremo izquierdo del puente situada a ras de agua, con una inscripción de 1712 indicaría que en dicha fecha se realizaron nuevas reparaciones.
En 1741 se adjudicó a Diego Larrea la reparación con zampeado del puente.
El 21 de noviembre de 1810 se enviaron  16 albañiles y 400 peones a reparar el puente, después de que por la guerra de la Independencia española se hubiesen guarnecido y levantado los antepechos del puente.
Alrededor de 1823 se emprendieron obras de fortificación en su cabecera, para lo que demolieron corrales y casas cercanos con el fin de usar sus materiales en la obra.
En 1839 se rompió el eje de unión de los pasos levadizos, quedando el puente inutilizable hasta su reparación en 1842, tras haberse dictado sentencia el 19 de julio del mismo año, indicando que este puente fortificado debía mantenerse en el mismo estado, en razón de su importancia militar y con el objeto de convertirlo en fortificación permanente cuando las circunstancias del erario lo permitiesen.
El 3 de octubre de 1852 se ordenó retirar las fortificaciones que mantenía, obra que no comenzaría hasta 1854.
El 14 de enero de 1871 se acordó llevar a cabo obras urgentes de reparación, debido a que una riada lo había dejado intransitable.
A mediados del siglo XX la circulación sobre el puente era complicada debido a sus peligrosos accesos a 90° y su escasa anchura, que aunque aliviada por los ensanches sobre las pilas macizas, no permitía la circulación simultánea en ambos sentidos. Esto resultaba un gran obstáculo para el tráfico creciente que debería soportar la carretera nacional que por aquí transcurría, por lo que el harense Ildefonso Sánchez del Río, que era director general de Carretera, se decidió a estudiar una solución al problema.
Una de las ideas desechadas llegó a ser la colocación de una plataforma de hormigón armada, volada sobre el puente de Briñas. Finalmente se optó por realizar un nuevo puente cercano al anterior aunque con mejores accesos, encargándosele la redacción del proyecto a Vicente Roglá, perteneciente a la Jefatura de Puentes, aunque bajo la supervisión de Ildefonso que además era un reputado arquitecto de obras públicas. La obra fue adjudicada a la empresa Termac en 1948. El nuevo puente, que se denominaría puente de Santo Domingo de la Calzada, fue inaugurado coincidiendo con la festividad de este Santo riojano, el 12 de mayo de 1950, por el Ministro de Obras Públicas José María Fernández Ladreda. Con esto, el puente de Briñas quedaría aliviado del tráfico rodado, pasando a ser usado como acceso a las tierras de labranza del meandro que se encuentra frente a Briñas.
En 2008 se adjudicó la restauración del puente a la empresa "Trabajos Especiales Zut S.A", con un importe de 710.000€ y once meses de plazo de ejecución. El Gobierno central se hará cargo del 60% del coste de la obra con cargo al 1% cultural. La restauración fue inaugurada el 10 de noviembre de 2009 con un coste final de 709.982€.

## Curiosidades
Conociendo que el Ebro discurre desde las conchas de Haro hacia la localidad de Haro, al llegar al puente por la carretera N-124 y verlo a la izquierda podríamos pensar que nos encontramos en la margen derecha del río y que si lo cruzamos pasaríamos a la margen izquierda, cuando es al contrario, debido a que el río tras acercarse a Haro vuelve hacia Briñas creando un meandro, encontrándose el puente en la zona en la que el río gira hacia el norte. Por esto se suele decir que parece que el Ebro pasa dos veces por Haro.